# Мерсюэ
Мерсюэ́ (фр. Mersuay) — коммуна во Франции, находится в регионе Франш-Конте. Департамент — Верхняя Сона. Входит в состав кантона Пор-сюр-Сон. Округ коммуны — Везуль.
Код INSEE коммуны — 70343.

## География
Коммуна расположена приблизительно в 310 км к юго-востоку от Парижа, в 65 км севернее Безансона, в 18 км к северу от Везуля.
По территории коммуны протекает река Лантерн.

## Население
Население коммуны на 2010 год составляло 270 человек.
| 1962 | 1968 | 1975 | 1982 | 1990 | 1999 | 2010 |
| ---- | ---- | ---- | ---- | ---- | ---- | ---- |
| 269  | 233  | 279  | 235  | 242  | 230  | 270  |

## Администрация
| Период | Период | Фамилия           | Партия | Примечания |
| ------ | ------ | ----------------- | ------ | ---------- |
| 1995   | 2008   | Реймон Шумер      |        |            |
| 2008   | 2014   | Жан-Клод Галлуайе |        |            |

## Экономика
В 2010 году среди 189 человек трудоспособного возраста (15—64 лет) 138 были экономически активными, 51 — неактивными (показатель активности — 73,0 %, в 1999 году было 63,8 %). Из 138 активных жителей работали 119 человек (73 мужчины и 46 женщин), безработных было 19 (2 мужчины и 17 женщин). Среди 51 неактивных 17 человек были учениками или студентами, 16 — пенсионерами, 18 были неактивными по другим причинам.

## Достопримечательности
- Металлический мост через реку Лантерн (1848 год). Исторический памятник с 1982 года[3]